# Carlos Gay
Carlos Alfredo Gay (Etruria, Córdoba, Argentina; 20 de abril de 1951) es un exfutbolista argentino. Jugaba como arquero y su primer equipo fue el Club Atlético Independiente. También es reconocido por formar parte del plantel del América de Cali que en 1979 contribuyó a darle la primera estrella al club escarlata.

## Trayectoria
Surgió de las inferiores del Club Atlético Independiente de Avellaneda en la mejor época del Club durante los años 70 disputando algunos juegos en el primer lustro de la década, Carlos Alfredo sería una de las figuras más importantes en la obtención de la Copa Libertadores 1974 atajando un penal decisivo en la tercera final ante el Sao Paulo FC de Brasil que garantizo el 5.º título al Rojo de Avellaneda  y el mismo año como suplente alcanzaría la Copa Intercontinental y titular en la obtención de la Copa Interamericana 1974 y 1975  donde atajo 2 penales en la definición que garantizaron un nuevo título a los diablos rojos. 
En 1978 fue cedido a San Lorenzo mostrando un gran nivel, para la temporada 1979 llegaría su primera experiencia internacional con el América de Cali  uno de los clubes más tradicionales de Colombia que buscaba afanosamente consagrarse por primera vez en su larga historia, los Diablos Rojos lograrían el 19 de diciembre de aquel año su primer título del campeonato colombiano y particularmente Carlos sería destacado como el mejor portero de la temporada en el FPC. 
Pese a sus grandes condiciones salió del América en 1980 y atajaría para Racing Club de Avellaneda hasta el 81 con un regreso por un par de temporadas a Colombia, (Unión Magdalena e Independiente Medellín) pasaría a River Plate en 1984 y pasaría sus últimas temporadas activo al servicio de Club Atlético Huracán.

## Clubes
| Club                                 | País      | Año       |
| ------------------------------------ | --------- | --------- |
| Club Atlético Independiente          | Argentina | 1971-1977 |
| Club Atlético San Lorenzo de Almagro | Argentina | 1978      |
| Club Social y Deportivo General Roca | Argentina | 1978      |
| América de Cali                      | Colombia  | 1979-1980 |
| Racing Club de Avellaneda            | Argentina | 1981      |
| Unión Magdalena                      | Colombia  | 1982      |
| Deportivo Independiente Medellín     | Colombia  | 1983      |
| Club Atlético River Plate            | Argentina | 1984-1985 |
| Club Atlético Huracán                | Argentina | 1985-1987 |

## Palmarés

### Campeonatos nacionales
| # | Título              | Club            | Año  |
| - | ------------------- | --------------- | ---- |
| 1 | Campeonato Nacional | Independiente   | 1977 |
| 2 | Categoría Primera A | América de Cali | 1979 |

### Campeonatos internacionales
| # | Título                | Club          | Sede       | Año  |
| - | --------------------- | ------------- | ---------- | ---- |
| 1 | Copa Libertadores     | Independiente | Avellaneda | 1972 |
| 2 | Copa Libertadores     | Independiente | Montevideo | 1973 |
| 3 | Copa Interamericana   | Independiente | Avellaneda | 1973 |
| 4 | Copa Intercontinental | Independiente | Roma       | 1973 |
| 5 | Copa Libertadores     | Independiente | Santiago   | 1974 |
| 6 | Copa Interamericana   | Independiente | Guatemala  | 1974 |
| 7 | Copa Libertadores     | Independiente | Asunción   | 1975 |
| 8 | Copa Interamericana   | Independiente | Caracas    | 1976 |

### Distinciones individuales
| Distinción            | Año  |
| --------------------- | ---- |
| Mejor Arquero Dimayor | 1979 |